# Amanzé
Amanzé là một xã ở tỉnh Saône-et-Loire trong vùng Bourgogne-Franche-Comté miền trung Pháp.

## Thông tin nhân khẩu
Theo điều tra dân số năm 1999, xã này có dân số 203 người.
Con số ước tính năm 2005 là 207.